# Dunsany's schaak
Dunsany's schaak is een variant van het schaakspel. Het werd bedacht door de auteur Lord Dunsany in 1942. In deze variant strijden er 32 pionnen tegen de normale stukken.

## Regels
- Wit krijgt alleen 32 pionnen. Zwart krijgt de normale stukken.
- Zwart wint als hij alle witte (eventueel gepromoveerde) pionnen heeft geslagen. Wit wint wanneer hij zwart mat zet.
- De pionnen van beide spelers kunnen promoveren wanneer ze de overkant van het bord bereiken.
- De witte pionnen kunnen niet in de eerste zet twee stappen vooruit, uitsluitend één stap.
- Als alle witte pionnen geblokkeerd staan, geldt dit als pat en is de partij dus remise.